# Helen Wagner
Helen Wagner (* 3. September 1918 in Lubbock, Texas; † 1. Mai 2010 in New York, New York) war eine US-amerikanische Schauspielerin.

## Leben
Wagner studierte Schauspiel und Musik am Monmouth College in Monmouth, Illinois. 1938 schloss sie dort mit einem Diplom in diesen Fächern ab. In New York erhielt Wagner Unterricht in Gesang und Klavier und sang in verschiedenen Kirchenchören.
Anfang der 1940er Jahre spielte sie am Broadway kleinere Rollen, unter anderem in den Musicals Oklahoma! und Sunny River von Sigmund Romberg und Oscar Hammerstein II. 1946 spielte sie am Cort Theatre die Schäferin Mopsa in William Shakespeares Spätwerk Ein Wintermärchen. Weitere Theaterrollen hatte sie in The Bad Seed, My Name is Acquilon an der Seite von Jean-Pierre Aumont und Lilli Palmer sowie in Love of Four Colonels mit Rex Harrison und Lilli Palmer. Als Blanche DuBois in Endstation Sehnsucht ging sie mit Lee Marvin auf Tournee. 1972 spielte sie am The Little Theatre On The Square in Sullivan, Illinois, die Rolle der Eleonore von Aquitanien in dem Theaterstück Der Löwe im Winter von James Goldman. Im November 1990 spielte sie bei der Eröffnung des neuen Wells Theater in Monmouth ebenfalls die Rolle der Eleonore von Aquitanien.
Ab Anfang der 1950er Jahre wirkte Wagner auch in mehreren amerikanischen Fernsehserien mit. So spielte sie die Rolle der Trudi Bauer in der Seifenoper Springfield Story. Später spielte sie die Rolle der Marge Franklin in der Serie The World of Mr. Sweeney.
Bekanntheit erlangte Helen Wagner mit der Rolle der Nancy Hughes McClosky, des weiblichen Familienoberhauptes, in der Seifenoper Jung und Leidenschaftlich – Wie das Leben so spielt. Wagner spielte diese Rolle ab der ersten Episode der Serie am 2. April 1956. Im März 2010 stand Wagner zuletzt für Jung und Leidenschaftlich – Wie das Leben so spielt vor der Kamera. Zuletzt war sie im amerikanischen Fernsehen am 5. April 2010 zu sehen. Im Guinness-Buch der Rekorde erhielt Wagner einen Eintrag als längste Schauspielerin in derselben Rolle in einer Fernsehserie.
Wagner erhielt mehrere Auszeichnungen: 1988 verlieh ihr das Monmouth College einen Ehrendoktortitel als Doctor of Humane Letters. 2001 bekam sie den angesehenen Silver Circle Award der National Academy of Television Arts & Sciences. 2002 erhielt Wagner eine Gedenktafel auf dem Buddy Holly Walk of Fame in ihrer Heimatstadt Lubbock. 2004 wurde sie mit dem Preis für ihr Lebenswerk (Lifetime Achievement Award) der National Academy of Television Arts and Sciences ausgezeichnet.
Wagner war seit 1954 mit dem Fernsehproduzenten und Regisseur Robert Willey verheiratet, mit dem sie nördlich von New York City lebte. In ihrer Freizeit widmete sich Wagner dem Lesen, insbesondere von historischen Büchern, sowie dem Sticken und Stricken.

## Filmografie (Auswahl)
- 1952: Springfield Story (The Guiding Light)
- 1953: Valiant Lady (Fernsehserie)
- 1954: Inner Sanctum (Fernsehserie)
- 1954: The World of Mr. Sweeney (Fernsehserie)
- 1956–2010: Jung und Leidenschaftlich – Wie das Leben so spielt (As the World Turns)